# 宇海
宇海（ううみ、1985年11月20日 - ）は、日本のシンガーソングライター。神奈川県横浜市出身。

## 来歴
3歳からクラシックバレエを始める。8歳で宮城県古川市民ミュージカルに参加。1995年から劇団四季の梶賀千鶴子が創設したSCSミュージカル研究所に入所し、8年間で約280本のステージに出演する。
2002年には国連クラシックライブ協会主催のミュージカル『赤毛のアン』に少女アン役として出演。
2004年からはオリジナル曲を制作し、都内ライブハウスで活動を開始。
2007年、アコースティックユニット『815-ハチイチゴ-』結成。
2010年、815の1stアルバム『3つ数えて』を発売。同年、Chageのソロアルバム『＆Ｃ』にコーラスで参加。
2012年にMULTI MAXの村上啓介と名曲カバーユニット『UK』を結成。
2014年、ホラー映画『ゆがみ』に出演。主題歌「メリーゴーランド」の歌唱も担当する。この年、815主体のロックバンド「ロマンティックス」でライブを開催。
2017年、イノセントミュージック主催の舞台に出演。
2019年7月、815解散。11月にASKAバンドのキーボーディスト澤近泰輔のプロデュースでワンマンライブを開催し、本格的なソロ活動を開始する。
2022年2月、NEC「LAVIE」のブランドムービー『C’EST LA VIE（セラヴィ）』の劇中歌に宇海制作の楽曲「僕ら庶民は」が使用される。
2023年には宇海-UUMI-×澤近泰輔のユニットで、2023年度FNSチャリティキャンペーン50周年イメージソング「WINDY ROAD」のヴォーカルを担当する。
2024年には2024年度FNSチャリティキャンペーンソング「Pass the Smile」を八神純子/宇海-UUMI-のデュエットで担当。3月4日にはフジテレビ球体展望室はちたまにて地上約100mの天空コンサート『Human Road』を開催した。

## 人物
- 小学生時代からミュージカルの舞台を数多くこなし、その後はロック、J-POP、女優などの多分野にわたり活動している[6]。

- 2019年からは澤近泰輔プロデュースにより、CHAGE and ASKAのバックバンドメンバーとともに数々のライブを開催し、ASKAが創設した『Weare』でも楽曲配信を行っている[7]。

## ディスコグラフィー

### アルバム

#### オリジナルアルバム（ソロ）
|     | 発売日     | タイトル                |
| --- | ---------- | ----------------------- |
| 1st | 2016/11/20 | HONJO～30歳のラブレター |
| 2nd | 2022/11/20 | Rebirth                 |

#### 配信アルバム（ソロ）
|     | 発売日     | タイトル |
| --- | ---------- | -------- |
| 1st | 2021/05/25 | VOYAGE   |

#### オリジナルアルバム（815-ハチイチゴ-）
|     | 発売日    | タイトル     |
| --- | --------- | ------------ |
| 1st | 2010/6/9  | 3つ数えて    |
| 2nd | 2012/8/15 | 未来に咲く花 |
| 3rd | 2018/1/17 | 十色生       |